# Curly (Rapper)
Curly (* 1986 in Rheinfelden (Baden); bürgerlich Sebastian Moser), vormals bekannt als Curlyman und MOC, ist ein deutscher Rapper, Songwriter und Musikproduzent. Bekannt ist er unter anderem auch  durch die Zusammenarbeit mit Julien Bam, bei welchem er mitspielte, Songs komponierte und manchmal vor der Kamera zu sehen war.

## Leben
Sebastian Moser wurde 1986 in Rheinfelden (Baden) geboren und wuchs im Stadtteil Degerfelden auf. Im Alter von 18 Jahren gründete er ein Label, um seine Musik zu vermarkten. Moser studierte Musikwissenschaften in Karlsruhe und wechselte später an die Popakademie Baden-Württemberg. Seine ersten musikalischen Schritte machte er mit der Dubstep-Kombo Fat Ugly Bitch, als Rapper unter dem Künstlernamen MOC, mit der Band Le Grand Uff Zaque und mit der Gruppe Niedere Beweggründe.
Um 2012 begann er als Songwriter auch für andere Musiker zu schreiben. Im Jahr 2014 erschien seine erste Veröffentlichung als Curlyman Cvrly as fvck. 2015 zog er nach Berlin. Im Jahr 2018 verlängerte er einen Autorenexklusivvertrag mit dem Musikverlag We Publish Music.
Seit 2021 betreibt Curly gemeinsam mit dem Sommelier Willi Schlögl den Podcast Terroir & Adiletten – Der Weinpodcast. Zu Gast waren etwa der Koch Tim Raue und die Autorin Sophie Passmann. Im Jahr 2023 veröffentlichten die beiden das Buch Anleitung zum Weinsaufen. 2023 wurde er außerdem als Befürworter der Cannabislegalisierung in die Fernsehsendungen Hart aber fair und Stern TV eingeladen.

## Diskografie

### Studioalben
- 2014: Cvrly as fvck (Styleheads Music)
- 2017: Munchies (Styleheads Music)
- 2019: Ohaaa (Kilo Music/Styleheads Music)

### EPs
- 2015: ICE 276 – EP

### Singles
- 2016: Wie ich
- 2018: Elvis
- 2018: Venice Beach
- 2018: Latenight
- 2018: Sie hasst mich
- 2019: Al Bundy (mit Chatboy Timo)
- 2019: Purple Haze
- 2019: Ohaaa
- 2020: Homebase
- 2020: Whatsapp
- 2021: Wenn Es Nachts Ist (mit HBz)
- 2021: All Day (mit The Holy Santa Barbara)
- 2023: Berufsrisiko (mit Harris)

### Autorenbeteiligungen
Curly als Autor in den Charts

| Jahr | Titel Interpretation                                 | Höchstplatzierung, Gesamtwochen, AuszeichnungChartplatzierungen (Jahr, Titel, Interpretation, Platzierungen, Wochen, Auszeichnungen, Anmerkungen) | Höchstplatzierung, Gesamtwochen, AuszeichnungChartplatzierungen (Jahr, Titel, Interpretation, Platzierungen, Wochen, Auszeichnungen, Anmerkungen) | Höchstplatzierung, Gesamtwochen, AuszeichnungChartplatzierungen (Jahr, Titel, Interpretation, Platzierungen, Wochen, Auszeichnungen, Anmerkungen) | Anmerkungen                                                  |
| Jahr | Titel Interpretation                                 | DE | AT | CH | Anmerkungen                                                  |
| --- | ---------------------------------------------------- | --- | --- | --- | ------------------------------------------------------------ |
| 2016 | Wann dann?!? Culcha Candela                          | DE71 (1 Wo.)DE | — | — | Erstveröffentlichung: 10. Juni 2016                          |
| 2017 | Leiser Lea                                           | DE13 Platin · (29 Wo.)DE | AT41 (7 Wo.)AT | CH36 (3 Wo.)CH | Erstveröffentlichung: 22. September 2017 Verkäufe: + 400.000 |
| 2019 | Freitag, Samstag Harris & Ford & Finch Asozial       | DE88 Gold · (2 Wo.)DE | — | — | Erstveröffentlichung: 3. Mai 2019 Verkäufe: + 200.000        |
| 2020 | Alge Knossi                                          | DE50 (2 Wo.)DE | — | — | Erstveröffentlichung: 31. Januar 2020                        |
| 2022 | Lass mich los Mike Singer feat. Kayef                | DE75 (1 Wo.)DE | — | — | Erstveröffentlichung: 7. Januar 2022                         |
| 2022 | Bunny Bars (Osterhase) Julien Bam feat. Elif & Jay-C | DE62 (3 Wo.)DE | — | — | Erstveröffentlichung: 3. September 2022                      |
| Folgende Lieder erschienen nicht als Single, wurden aber durch das Album zum Download und Streaming bereitgestellt und konnten somit eine Platzierung erlangen: |                                                      | | | |                                                              |
| |                                                      | | | |                                                              |
| 2021 | 500 PS Cro                                           | DE80 (1 Wo.)DE | — | — | Charteinstieg: 24. Dezember 2021                             |

## Schriften
- mit Willi Schlögl: Anleitung zum Weinsaufen. Hrsg.: Steffen Gottwald. Südwest, München 2023, ISBN 978-3-517-10225-2.